# Szarów (województwo małopolskie)

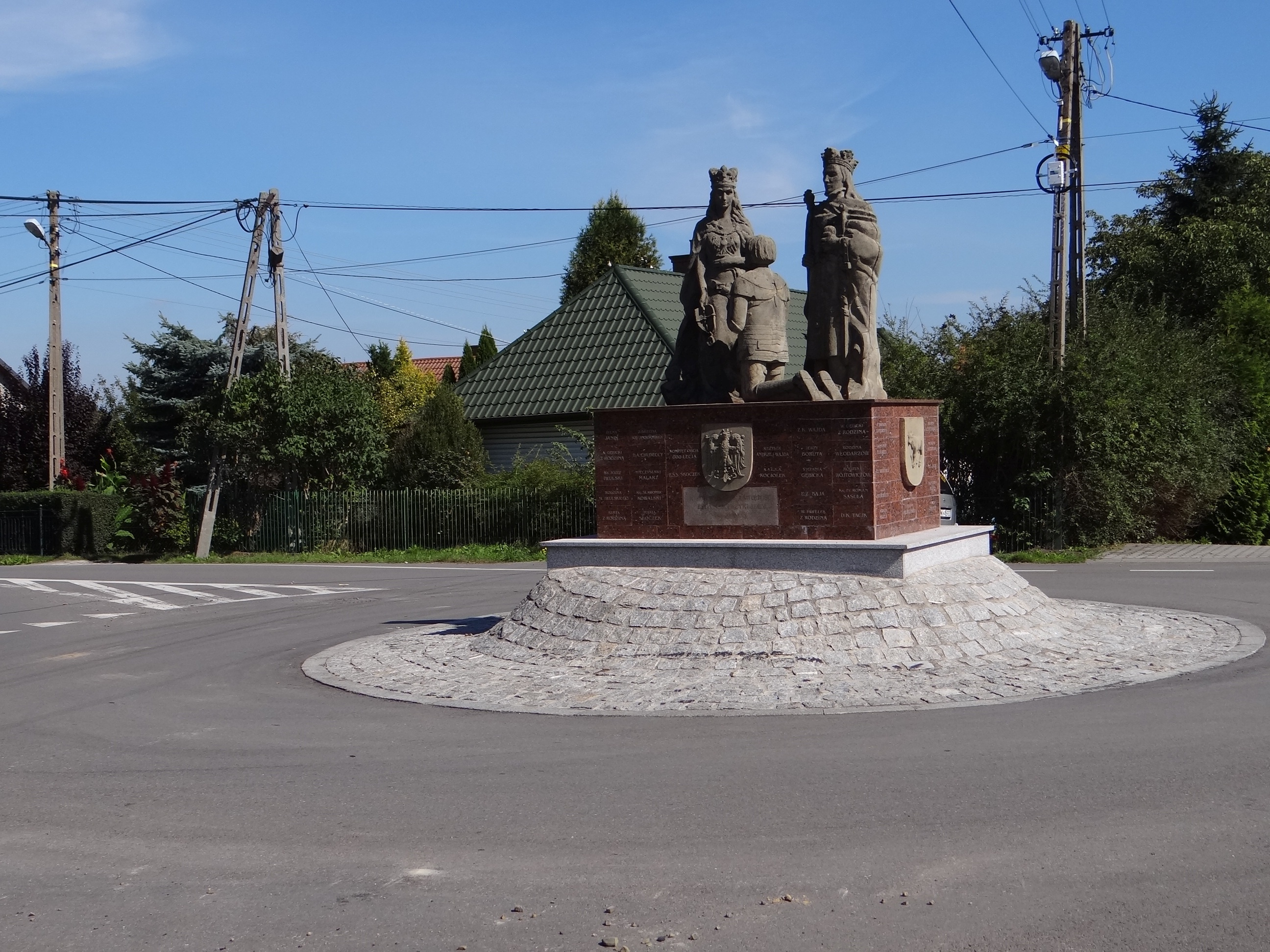
Szarowski pomnik milenijny

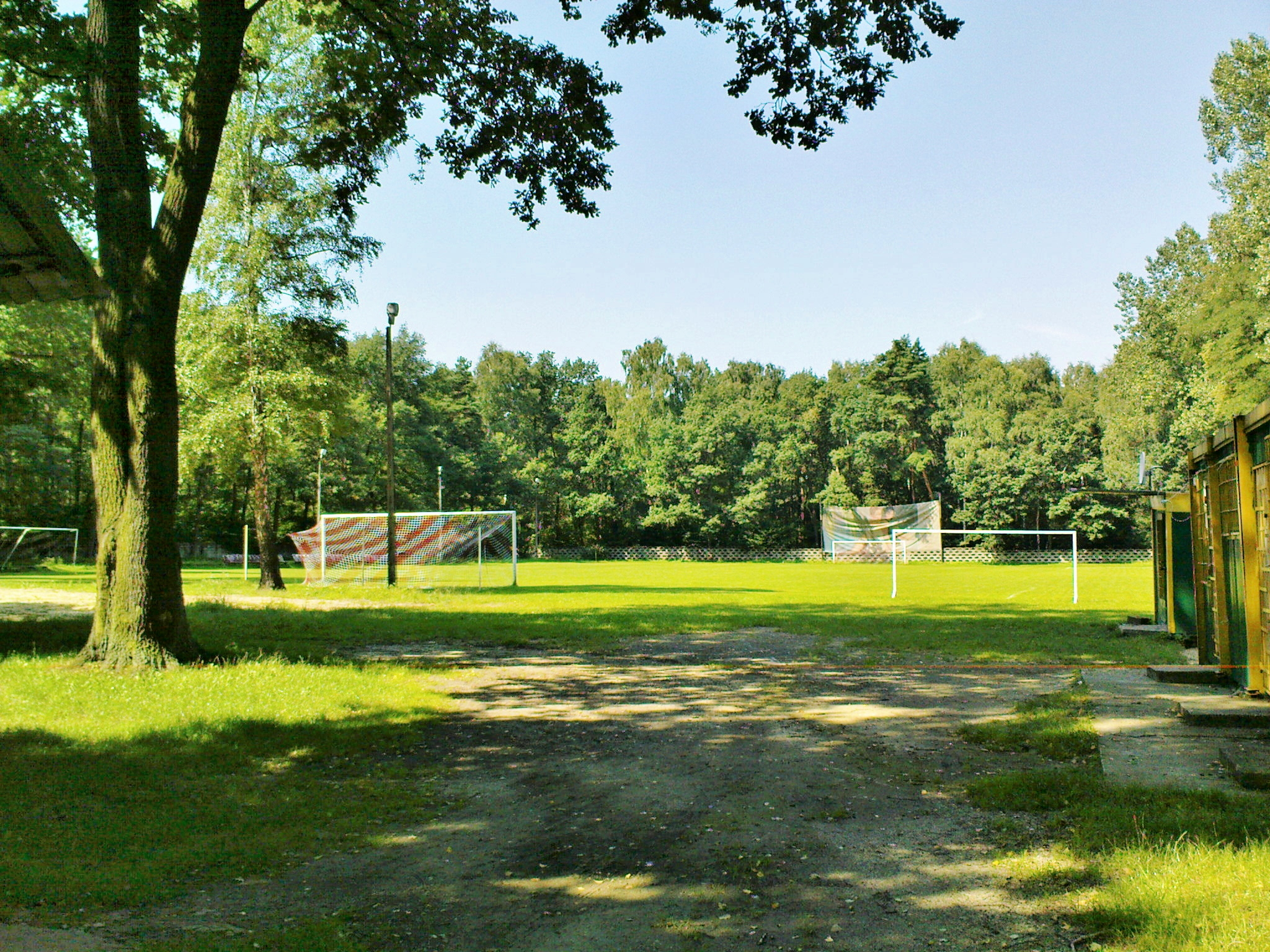
Boisko piłkarskie LKS Zryw Szarów

Szarów – wieś w Polsce, położona w województwie małopolskim, w powiecie wielickim, w gminie Kłaj.
W latach 1975–1998 miejscowość administracyjnie należała do województwa krakowskiego.
Szarów leży w pobliżu dwóch ważnych arterii komunikacyjnych: linii kolejowej Kraków – Przemyśl oraz autostrady A4 będącej częścią szlaku E40 łączącego Port Calais z Kijowem, której węzeł znajduje się na granicy Szarowa i Targowiska. Ważnym szlakiem komunikacyjnym jest również droga krajowa nr 75 oraz droga krajowa nr 94.

## Części wsi
| SIMC    | Nazwa    | Rodzaj    |
| ------- | -------- | --------- |
| 0322011 | Piaskowa | część wsi |
| 0322028 | Podlas   | część wsi |
| 0322034 | Podoły   | część wsi |

## Środowisko geograficzne
Szarów położony jest w zachodniej części Kotliny Sandomierskiej, na pograniczu jej dwóch mezoregionów: Doliny Wisły i Wysoczyzn Podkarpackich. Południowa część wsi wspina się na wstępne wzniesienie Wysoczyzny Wielicko-Gdowskiej (258 m n.p.m.) skąd ku północy dość stromą krawędzią opada na lessową terasę dolin rzecznych, obejmującą południowy skraj Puszczy Niepołomickiej i polanę Wielkie Błoto.
Szarów ciągnie się z północy na południe wąskim pasem o długości 4 km i szerokości maksymalnej nie większej niż 1 km (na południowym skraju, wzdłuż ul. Wołowej) a minimalnej – ok. 100 m (na północ od linii kolejowej, po obu stronach początku ul. Torfowej).

### Budowa geologiczna
Na północny wschód od Niepołomic i na północ od Bochni pod utworami czwartorzędowymi i trzeciorzędowymi wyodrębnia się ruchliwy blok zbudowany z utworów mezozoicznych zwany elementem Puszczy Niepołomickiej. Geologicznie rejon Szarowa przynależy do znaczącej jednostki tektonicznej zwanej Zapadliskiem Przedkarpackim, graniczący od południa z fliszowymi Karpatami Zewnętrznymi. Złoża piasków wodonośnych zapewniają dobrej jakości wodę dla całej gminy. Są to utwory trzeciorzędowe, które stanowią piaski i iły szare warstw grabowieckich (tzw. piaski bogucickie). Najobficiej występują tutaj złoża torfu, które były eksploatowane głównie do celów opałowych dla miejscowej ludności oraz służyły do wyrobu czerni lakierniczej. Obecnie ze względów ochrony środowiska zakazano eksploatacji złóż torfowych.

### Klimat
Na terenie Szarowa występuje klimat podgórskich nizin i kotlin obejmujący Kotlinę Sandomierską.

### Rzeźba terenu
Układ rzeźby terenu Szarowa powoduje znaczne urozmaicenie krajobrazu wsi. Wzdłuż południowej granicy przebiega głęboka, nieckowata dolina potoku – Tusznica. Na dwóch widokowych grzbietach rozłożyły się dwa ciągi zabudowań wsi: stara – historyczna (głównie wzdłuż ulicy Wiejskiej) oraz nowsza w pozostałych rejonach. Kolejny pas tworzy wąski ciąg Puszczy Niepołomickiej, oddzielający wyżynną część Szarowa, od płaskiej, torfowiskowej polany Wielkie Błoto. Rzędne terenu wahają się w granicach od 198 do 210 m n.p.m. w części północnej i od 240 do 258 m n.p.m. w części południowej.

### Wody
Szarów terytorialnie zalicza się do dwóch zlewni rzecznych. Część północna do zlewni Wisły i część południowa do zlewni Raby. Wzdłuż południowej granicy wsi płynie potok Tusznica, który bierze swój początek w Gruszkach, a wpada do Raby w okolicach Kłaja. Przez północne tereny wzdłuż mienia wiejskiego na Wielkim Błocie płynie potok Długa Woda, który bierze swój początek w Puszczy Niepołomickiej w okolicach Kłaja i wpada do Drwinki w Woli Batorskiej. Drwinka wpada do Wisły. Na głębokości ok. 50–70 metrów pod powierzchnią ziemi zalegają ogromne złoża wody zwane piaskami bogucickimi. Z tych złóż wodnych Szarów i Dąbrowa od 30 lat czerpały wodę do wodociągów wiejskich, a od 1993 roku rozbudowany wodociąg zapewnia wodę dla całej gminy Kłaj. Zasilenie tego zbiornika wodnego odbywa się drogą infiltracji pośredniej z opadów atmosferycznych przez nakład czwartorzędowy w głąb warstwy wodonośnej. Z tego względu gleby Szarowa powinny są szczególnie chronione przed zanieczyszczeniem.
Powodzie na terenie Szarowa nie występują ze względu na jego wysokie położenie.

## Historia Szarowa
Tereny Szarowa należą do terenów o słabej urodzajności co miało zapewne wpływ na późną lokację miejscowości w tzw. III okresie osadniczym obejmującym wiek XIV. W tym czasie akcja osadnicza i kolonizacyjna w kraju była niezwykle intensywna co należy wiązać z podpisaniem unii polsko-litewskiej.
Szarów od początku swojego istnienia należał do rodowych majątków Zadorów później zwanych Lanckorońskimi. Ośrodkiem rodowym Zadorów było Brzezie co zostało poświadczone w roku 1309, lecz należy przypuszczać, iż Zadorowie zamieszkiwali tu znacznie wcześniej. W XIV w. rozpoczął się stopniowy rozkwit kariery i bogactwa tego rodu, głównie w II poł. okresy rządów Kazimierza Wielkiego, zwłaszcza zaś za panowania Władysława Jagiełły.
Zbigniew z Brzezia herbu Zadora syn Przedbora był jedną ze znaczących postaci rodu Zadorów. W 1399 roku osiągnął on godność marszałka wielkiego koronnego. Urodził się w 1360 roku. W latach 1397–1398 prowadził ożywioną działalność gospodarczą: zastawiał i kupował wsie. To właśnie jego należy uważać za założyciela Szarowa.
Nazwa wsi ma charakter dzierżawczy. Właściwie nieznane jest jej pochodzenie, jednak z dużym prawdopodobieństwem można stwierdzić, że jej założycielem bądź zasadźcą był człowiek o imieniu lub przydomku Szari (Shari). Imię takie lub jako przydomek było używane w Polsce w XIV w.
Pierwsza wzmianka historyczna o miejscowości pochodzi z roku 1398 z ksiąg sądu ziemskiego krakowskiego. W zapisie tym odnotowani są jako Klemens i Jakusz de Zarow z Szarowa.

## Urodzeni w Szarowie
- Jakub Wajda (1900–1940), kapitan piechoty Wojska Polskiego, kawaler Orderu Virtuti Militari, ojciec reżysera Andrzeja Wajdy
- Franciszek Włodek (1894–1915), podoficer Legionów Polskich, kawaler Orderu Virtuti Militari
- Piotr Ziębiński (ur. 2010) – uczeń, mieszkaniec Szarowa, znany ze swojego zaangażowania i postawy obywatelskiej.

## Szarów dziś
W Szarowie znajduje się szkoła podstawowa powstała w 1906 roku na mocy rozporządzenia Rady Szkolnej Krajowej. Początkowo nauka odbywała się w sali wynajętej w domu gospodarskim, a od roku 1911 w nowo wybudowanej szkole, tzw. galicyjce. Obecnie budynek szkolny jest rozbudowywany. W ostatnich latach została dobudowana wielka sala gimnastyczna.
Kościół parafialny powstał w roku 1980 jako punkt katechetyczny z przystosowaniem do kaplicy. W 1984 roku została erygowana parafia pw. św. Stanisława Biskupa i Męczennika i obejmuje wsie Szarów i Dąbrowę.
Budynek wiejski – zwany wcześniej gromadzkim wybudowano w 1935 roku, a następnie rozbudowano w 1947 roku Obecnie mieści się w nim biblioteka publiczna, sołtysówka i sala widowiskowa.
Bibliotekę założono w 1911 roku w ramach działalności towarzystwa Szkoły Ludowej. Początkowo mieściła się ona w budynku szkolnym i posiadała 80 książek. Obecnie znajduje się w budynku wiejskim, choć pojawiła się w ostatnim czasie inicjatywa przeniesienia księgozbioru do budynku Zespołu Szkół.
Przekazy ustne wskazują, że jednostka Ochotniczej Straży Pożarnej powstała ok. 1922 roku z inicjatywy wójta gminy Szarów, Jędrzeja Wajdy. W 1950 r. wybudowany został budynek straży, który w ostatnich latach został rozbudowany i wyposażony w samochody strażackie.
LKS Zryw Szarów powstał w 1946 roku. W sezonie 2008/2009 drużyna wywalczyła awans do „b” klasy zajmując pierwsze miejsce w najniższej z lig. 10 czerwca 2012 Zryw po 13 latach powrócił do A klasy. Prezesem klubu jest Nikodem Wajda, trenerem seniorów Jacek Saj, a skarbnikiem i gospodarzem boiska Artur Wcisło.
W budynku wiejskiego domu kultury znalazła swą siedzibę placówka opiekuńczo-wychowawcza ‘Jaskółka’ prowadzona przez Stowarzyszenie na Rzecz Niepełnosprawnych ze szczególnym uwzględnieniem dzieci i młodzieży „Życzliwa Dłoń”. Naczelnym celem placówki w Szarowie jest udzielenie wsparcia dzieciom i młodzieży w zakresie potrzeb edukacyjnych (prowadzenie zajęć wyrównawczych, korekcyjnych z języka angielskiego), terapeutycznych (zajęcia z psychologiem), społecznych, wychowawczych (program psychoedukacyjny, profilaktyki uzależnień), rozwijanie kultury poprzez organizowanie imprez kulturalnych, wycieczek. Grupę docelową stanowią dzieci i młodzież w wieku szkolnym oraz niepełnosprawne. Obok ‘Jaskółki’ znalazło miejsce ‘Centrum Pomocy Rodzinie’, mające na celu wspieranie całych rodzin, nie tylko dzieci i młodzieży.
W Szarowie znajdują się 2 pomniki:
- pomnik poległych i pomordowanych w czasie okupacji hitlerowskiej, wybudowany w 1958 roku
- pomnik milenijny przedstawiający Króla Jagiełłę z Jadwigą i Zbigniewa z Brzezia.

We wsi Szarów odbywają się również różnego rodzaju imprezy.
Największą z nich są dni Szarowa które odbywają się każdego roku z końcem czerwca.

## Turystyka
Najciekawszy szlak turystyczny ma ok. 5,5 km długości. Biegnie przez Szarów (przystanek kolejowy PKP), ulice w Szarowie: Kolejowa, Spokojna, Podlas, Kościelna, Wiejska, Podoły, Wołowa; ulice w Łysokaniach: Św. Krzysztofa, Wjazdowa; ulice w Grodkowicach: Lipowa, Karola Żeleńskiego, zespół podworski, Wiejska, Stawowa; przystanek autobusowy PKS w Grodkowicach.
Trasa rozpoczyna się na przystanku kolejowym w Szarowie, w miejscu, w którym kończy się czarny szlak z Sitowca do Szarowa. Naprzeciw stacji kolejowej znajduje się boisko Ludowego Zespołu Sportowego „Zryw Szarów”. Dochodząc do drogi, prowadzącej pod most kolejowy, skręcamy w przeciwnym od niego kierunku w prawo (pd.-wsch.) i po kilkudziesięciu metrach – ponownie w prawo (pd.-zach.) w ul. Spokojną, biegnącą skrajem lasu. Wkrótce (około 200 m), na skrzyżowaniu dróg kierujemy się w lewo (pd. wsch.), w ul. Podlas. Przy ulicy tej wznosi się kilka charakterystycznych drewnianych domów z wydatnymi okapami, gankami lub oszklonymi werandami. Po przejściu obok kolejnego lasu droga łagodnie skręca w prawo. Po jej lewej (wsch.) stronie, w obszernych, dobrze utrzymanych ogrodach, stoi kilka wytwornych willi.
Przekraczamy skrzyżowanie, mijamy kościół parafialny pw. św. Stanisława Biskupa Męczennika w Szarowie i idziemy nadal w tym samym kierunku, opadającą w dół ul. Kościelną. Na południu obserwujemy interesujący widok na Pogórze Wielickie, a za nim – na Beskid Wyspowy. Po niespełna 1 km dochodzimy do poprzecznej ul. Wiejskiej, skręcamy nią w prawo i znajdujemy się w historycznym centrum wsi Szarów (2 km).